# Unterseeboot 795
L'Unterseeboot 795 ou U-795 est un sous-marin côtier allemand (U-Boot) de type XVIIA utilisé par la Kriegsmarine pendant la Seconde Guerre mondiale.
Le sous-marin est commandé le 7 août 1942 à Kiel (Arsenal Germania), sa quille posée le 2 février 1943, il est lancé le 21 mars 1944 et mis en service le 22 avril 1944, sous le commandement de l'Oberleutnant zur See Horst Selle.
L'U-795 n'effectue aucune patrouille, par conséquent il n'endommage ni ne coule aucun navire.
Il est sabordé en mai 1945.

## Conception
Unterseeboot type XVIIA, l'U-795 avait un déplacement de 236 tonnes tonnes en surface et 259 tonnes en plongée. Il avait une longueur totale de 36,60 m, un maître-bau de 4,50 m et un tirant d'eau de 4,55 m. Le sous-marin était propulsé par une hélice de 1,23 m, un moteur Diesel Deutz SAA SM517 de 8 cylindres en ligne de 210 ch, produisant un total de 150 kW en surface, d'un moteur électrique AEG Maschine AWT98 77 PS de 76 ch, produisant un total 57 kW en plongée et deux turbines à gaz Walter à peroxide de 4 900 ch. Le sous-marin avait une vitesse en surface de 9 nœuds (16,6 km/h) et une vitesse de 25 nœuds (46 km/h) en plongée. Immergé, il avait un rayon d'action de 117 milles marins (188 km) à 20 nœuds (37 km/h, 23 miles par heure). En surface, son rayon d'action était de 1 840 milles nautiques (soit 2 961 km) à 9 nœuds (17 km/h).
L'U-795 était équipé de deux tubes lance-torpilles (montés à l'avant) de 53,3 cm qui contenait quatre torpilles. Son équipage comprenait 12 hommes.

## Historique
L'U-795 sert de navire expérimental. Il est affecté à la 8. Unterseebootsflottille puis à la 5. Unterseebootsflottille.
Le 22 février 1945 il est désarmé aux chantiers Germania Werft à Kiel, dans l'alvéole no 8.
Il est sabordé le 3 mai 1945 à Kiel.
Il est possible que l'U-795 ait été renfloué puis utilisé par la Royal Navy en 1947.
 Selon une autre source les pièces de son système de propulsion de l'U-795 ont été utilisées à partir du 14 août 1945, avant qu'il soit détruit.

## Affectations
- 8. Unterseebootsflottille du 22 avril 1944 au 15 février 1945 (navire d'essais).
- 5. Unterseebootsflottille du 16 février 1945 au 3 mai 1945 (navire d'essais).

## Commandement
- Oberleutnant zur See Horst Selle du 22 avril 1944 au 3 mai 1945.